# Vezouze
Pour les articles homonymes, voir Vezouze (homonymie).
La Vezouze est une rivière française qui coule dans le département de Meurthe-et-Moselle, en région Grand Est. Elle est un affluent de la Meurthe en rive droite, donc un sous-affluent du Rhin par la Moselle.

## Géographie
La longueur de son cours d'eau est de 75,1 km.
La Vezouze naît dans le massif du Donon. Elle se forme par la réunion de deux ruisseaux, le ruisseau du Val et le ruisseau de Châtillon, sous la salle des fêtes de Cirey-sur-Vezouze. La rivière arrose Cirey-sur-Vezouze et Blâmont. Elle conflue avec la Meurthe au sud-ouest de Lunéville, précisément en limite de Vitrimont et de Lunéville.

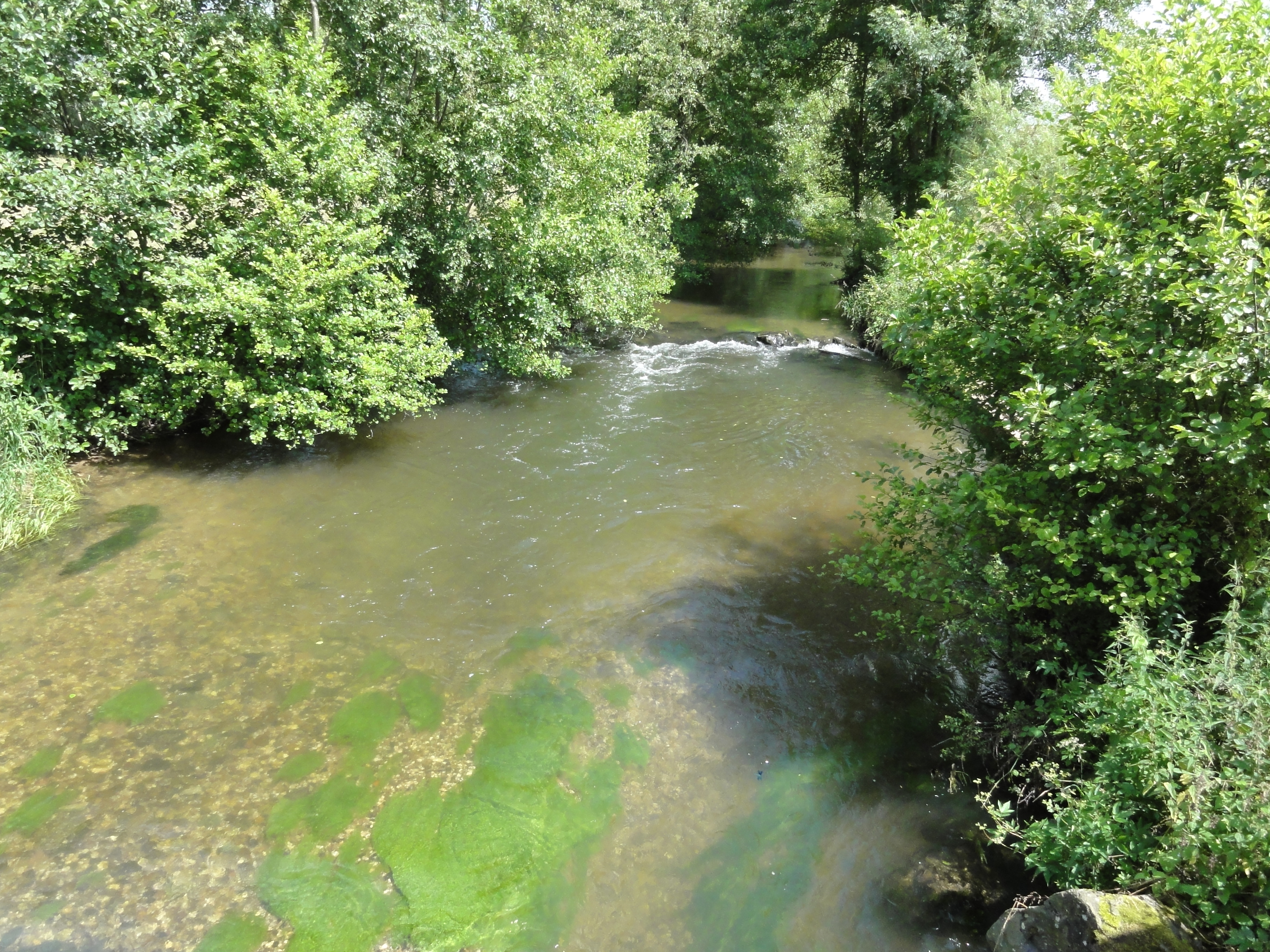
La rivière à Frémonville, déjà eutrophisée dans son cours amont entre Cirey et Blâmont.

Les deux ruisseaux affluents concernent les localités vosgiennes de Sausserupt, de Val-et-Châtillon, Norroy, Saint-Sauveur, Angomont. Après Cirey, la Vezouze coule sur les territoires communaux de Frémonville et Blâmont, forme la limite méridionale de Verdenal, arrose Domèvre en son milieu, longe au nord Herbéviller en s'insinuant sur le territoire de Saint-Martin, passe au nord de la grande forêt du Mondon sur Frémesnil, Domjevin, Bénaménil, Manonviller, Thiébauménil, Marainviller, Croismare, puis instaure une séparation entre Jolivet et Chanteheux, aux portes de Lunéville.

## Affluents
- Le Vacon (13,5 km)
- La Blette (23 km)
- La Verdurette (22,5 km)
- L'Erbisey

## Hydronymie

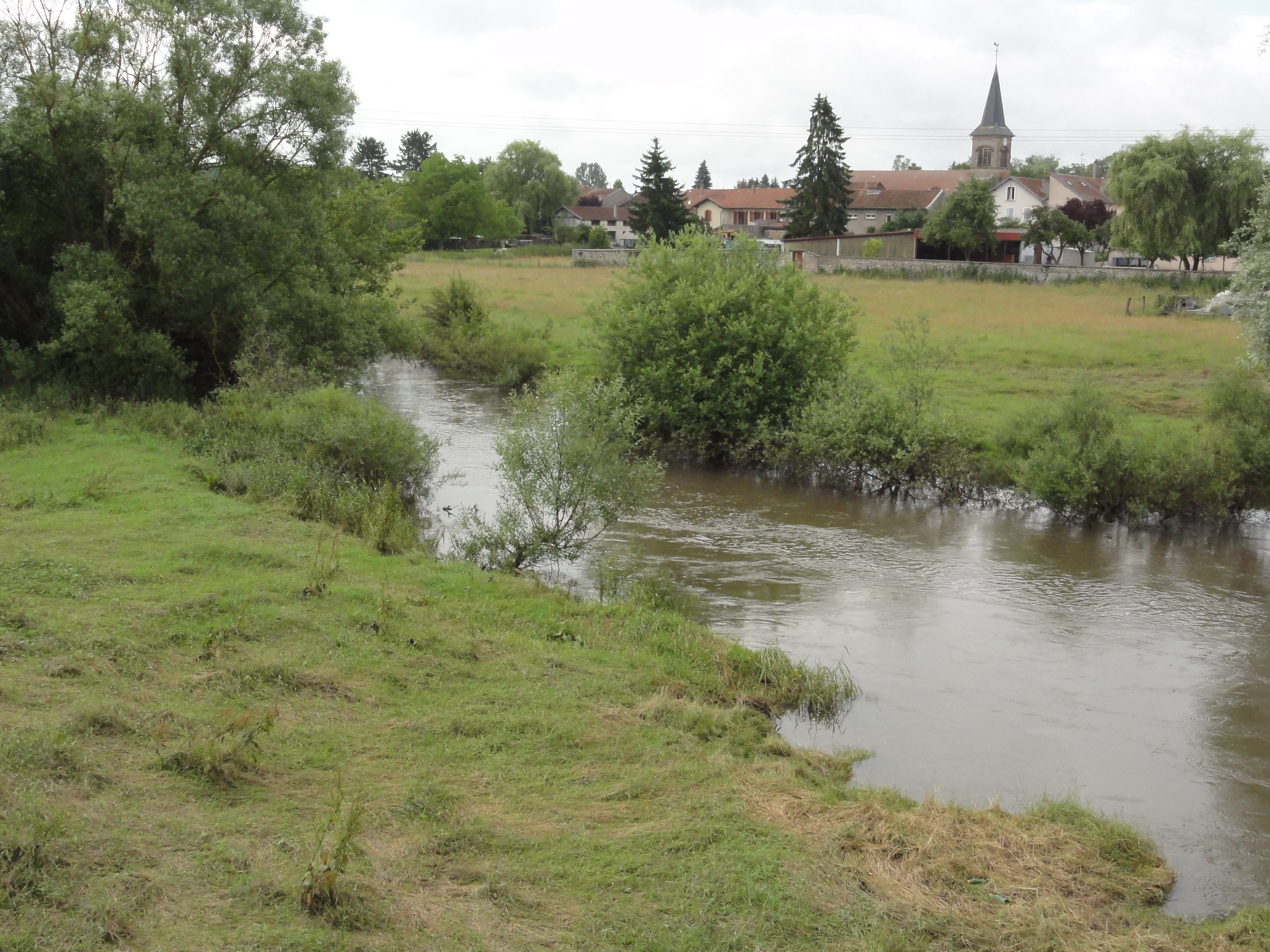
Le Vezouze aux berges effondrées à Chanteheux dans son cours aval près de Lunéville.

La Vezouze se nomme Visosa dans le monde gallo-romain. Il s'agirait d'un terme préceltique selon Fabien Régnier et Jean-Pierre Drouin.
Ce nom contiendrait la racine hydronymique *vez- / *viz-, pré-indo-européenne, que l'on retrouve dans de nombreux noms de cours d'eau (Vèze, Ouvèze, Vésanne, Vézère, Vesonne, Weser).

## Toponymie
Elle a donné son nom à la commune de Cirey-sur-Vezouze, de Domèvre-sur-Vezouze ainsi qu'à la communauté de communes de la Vezouze.

## Hydrologie
Son débit dépend des précipitations, qui se répercutent rapidement sur le cours d'eau. La Vezouze est une rivière abondante.

### La Vezouze à Lunéville

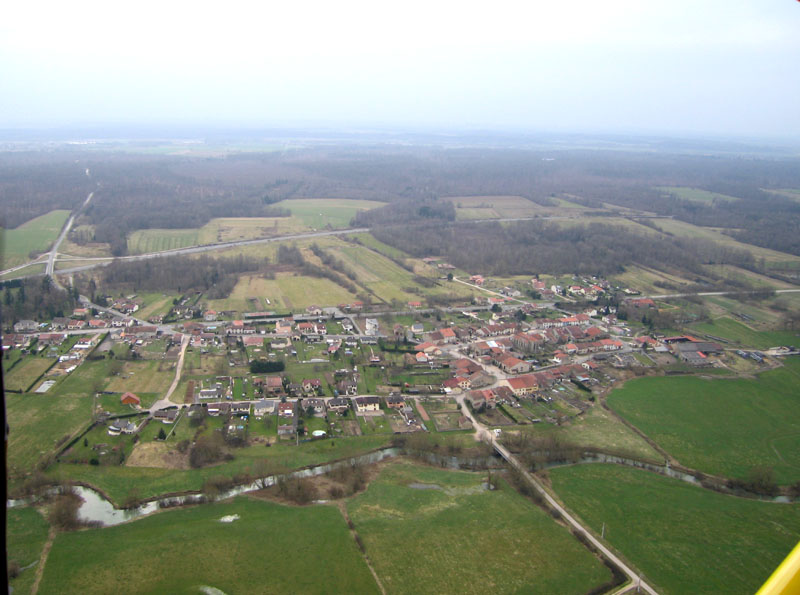
Vue aérienne sur la plate vallée de la Vezouze à Thiébauménil.

Son débit a été observé sur une période de 39 ans (1969-2008), à Lunéville, ville où se situe son confluent avec la Meurthe. Le bassin versant de la rivière y est de 559 km2, soit plus de 99 % de la totalité de ce dernier 563,4 km2.
Le module de la rivière à Lunéville est de 6,82 m3/s.
La Vezouze présente des fluctuations saisonnières de débit modérées. Les hautes eaux surviennent en hiver portant le débit mensuel moyen à un niveau situé entre 10,5 et 12,5 m3/s, de décembre à mars inclus (avec un maximum peu marqué en février). Dès fin mars, le débit baisse progressivement tout au long de la période du printemps. Les bassent eaux se déroulent en été, de début juillet à septembre inclus, amenant une baisse du débit moyen mensuel jusqu'à 1,9 m3 au mois d'août, ce qui est encore très consistant. Mais les fluctuations de débit peuvent être bien plus considérables sur des périodes plus courtes. Elles sont aussi variables d'après les années.

### Étiage ou basses eaux
À l'étiage, le VCN3 peut chuter jusque 0,73 m3, en cas de période quinquennale sèche, soit 730 litres par seconde, ce qui est loin d'être très sévère.

### Crues

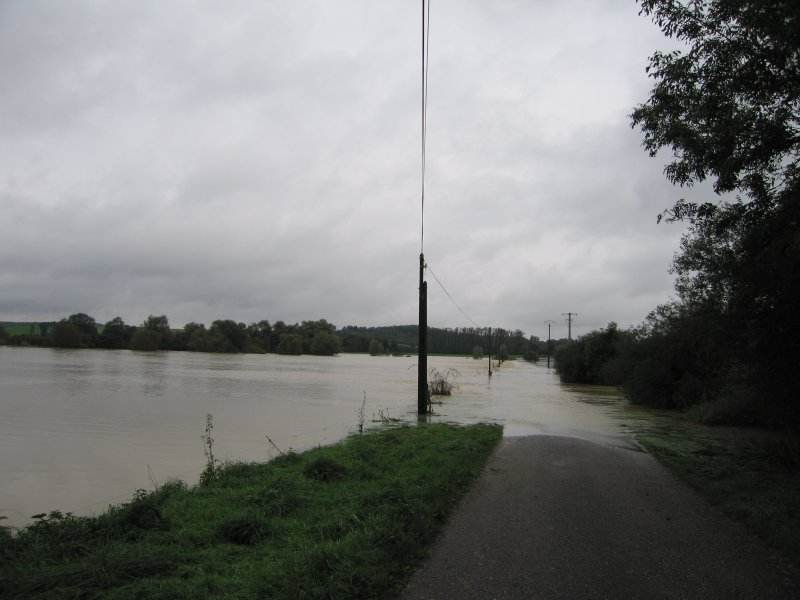
Crue d'octobre 2006 sur la Vezouze.

Les crues peuvent être fort importantes, caractéristique partagée par la plupart des affluents de la Moselle et de la Meurthe. Les QIX 2 et QIX 5 valent respectivement 84 et 120 m3/s. Le QIX 10 est de 140 m3/s, le QIX 20 de 170 m3, tandis que le QIX 50 vaut 200 m3/s.
Le débit instantané maximal observé à Lunéville durant cette période a été de 203 m3/s le 29 octobre 1998, tandis que le débit journalier maximal était de 160 m3/s le 4 octobre 2006. En comparant la première de ces valeurs à l'échelle des QIX de la rivière, on constate que cette crue était d'ordre cinquantennal, et donc assez exceptionnelle. Il en va de même de la crue du 4 octobre 2006, qui correspond à la valeur du QIX 50 de la rivière (160 m3/s également.)

### Lame d'eau et débit spécifique

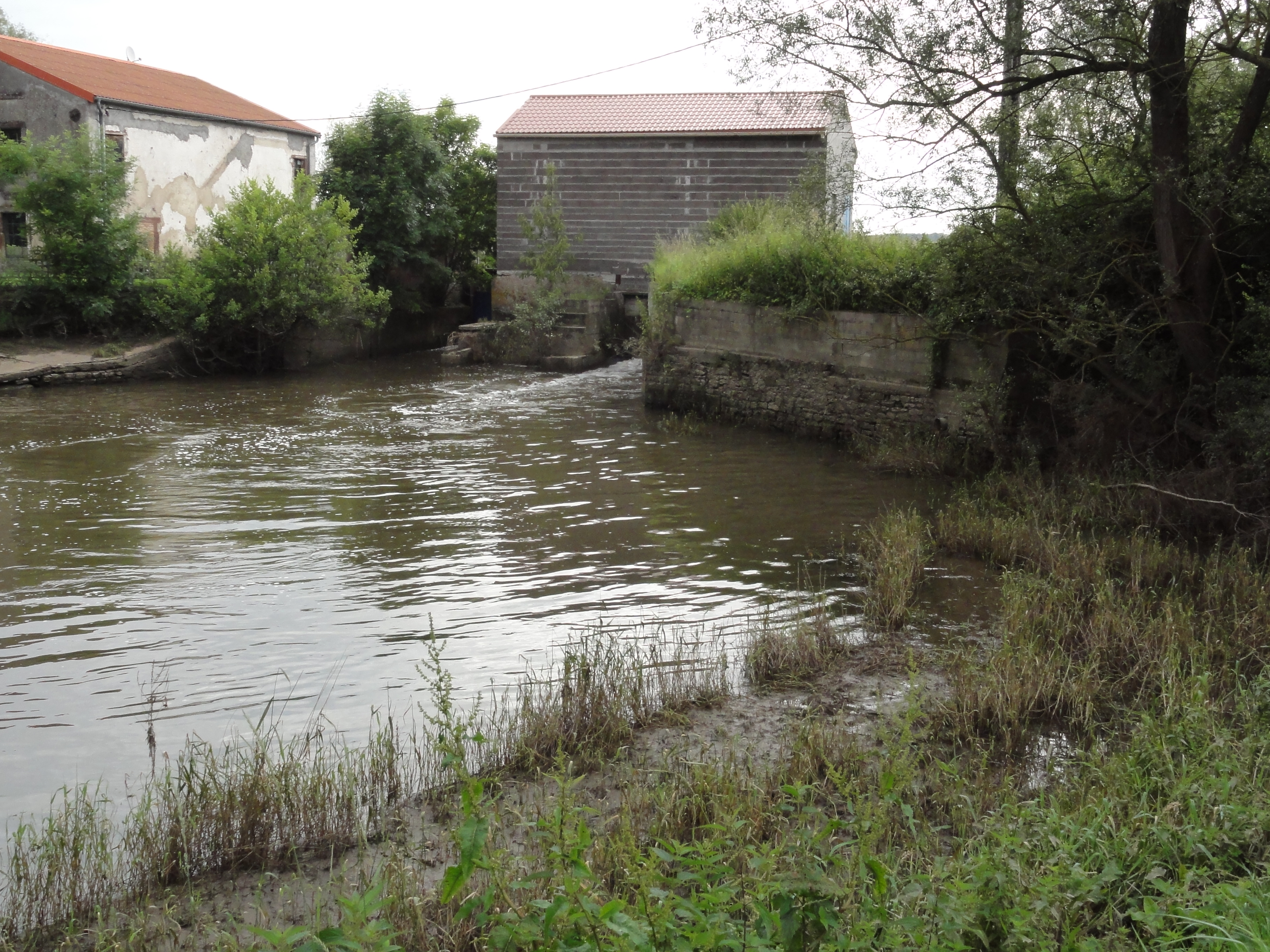
Un moulin à Marainviller.

Au total, la Vezouze est une rivière abondante. La lame d'eau écoulée dans son bassin versant est de 385 millimètres annuellement, ce qui est un peu supérieur à la moyenne d'ensemble de la France tous bassins confondus, mais légèrement inférieur à la moyenne du bassin de la Meurthe (425 millimètres). Le débit spécifique de la rivière (ou Qsp) atteint 12,2 litres par seconde et par kilomètre carré de bassin.